# Emanuel Gagliardi
Emanuel "Manko" Gagliardi (Manco Gagliardi, Galjardi) (Zagreb, 29. travnja 1885. – Stara Gradiška, 25. ožujka 1942.), hrvatski političar i emigrantski djelatnik, dužnosnik austro-ugarske policije

## Životopis
Rođen je 1885. godine od talijanskih roditelja. Sin talijanskog doseljenika, građevinskog poduzetnika. Hrvat po usvojenju. Za studiranja bio je militantni frankovac. U Zagrebu je 1911. završio pravo s doktoratom. Predratni pristaša Stranke prava i jedan od frankovačkih prvaka. Vojsci je pristupio ili kao dragovoljac ili mobilizirana osoba pristupio vojsci. Za potrebe zagrebačkog vojnog zapovjedništva kao pravnik obavljao sigurnosne istražne zadaće,  ako se radilo o uhodarskim ili politički osjetljivim zadaćama, na taj način bio je povezan s radom SDDS-a. 1914. nosio je čin zastavnika. U vrijeme austro-ugarske okupacije Srbije bio je čelnik policije u Kragujevcu. Kraj Prvoga svjetskog rata dočekao je u Austriji.  Prosinca 1918. otišao je u izbjeglištvo u Štajerski Gradac (Graz). Poslije raspada Austro-Ugarske i stvaranja Jugoslavije nije se vratio u domovinu, nego je ostao u emigraciji i sudjelovao u organiziranju hrvatske političke emigracije. 
U svibnju 1919. 
U Štajerskom Gradcu (Grazu), sjedištu Hrvatskog komiteta (Hrvatskog emigrantskog komiteta, Hrvatskoga emigrantskog odbora) ušao u članstvo te organizacije u kojoj je imao važnu ulogu. Iz tog razdoblja traženja savezništva s Italijom, imao je zajedno s Ivom Frankom niz susreta s riječkim legionarima Giovannijem Host-Venturijem i Giovannijem Giuratijem. God.  1920.  Senat Zagrebačkog sveučilišta oduzeo mu je titulu doktora prava.
Poslije je postao otpadnik iz redova Hrvatskog komiteta. Kako tvrdi Aglaja Frank, Gagliardi je tijekom pregovora Kraljevine SHS i Italije dojavljivao jugoslavenskoj strani što je sve zbivalo među hrvatskim emigrantima i kakva su stajališta imali u pregovorima s Talijanima, što je uz ostalo pridonijelo urušavanju Hrvatskog komiteta o čijem je radu napisao polemičnu brošuru 1922. U razdoblju između dvaju svjetskih ratova prišao masonima. Radio je za obavještajnu službu Kraljevine SHS/Kraljevine Jugoslavije, a u isto vrijeme i za Antu Pavelića u izbjeglištvu.
U Zagreb se je vratio 1923. (1922.; odlaskom je razbio sveze s hrvatskim nacionalistima i ekstremistima) pa je nakratko uhićen. Uskoro je članom Radikalne stranke a 1925. sudjeluje u pokušaju utemeljenja Hrvatske narodne radikalne stranke. 1929. godine opet je među vođama, umjerenije frakcije hrvatskih nacionalista, zajedno s Vladimirom Sachsom Petrovićem. Osumnjičen za ubojstvo urednika Novosti T. Schlegela 22. ožujka 1929. godine i za druge afere. 1930-ih opet je otišao u inozemstvo. Ondje djeluje politički i obavještajno, no to razdoblje njegova života do danas nedovoljno je poznato do danas.
Po uspostavi NDH pokušao se približiti ustaškim vlastima, predstavljajući se kao "otac" ustaštva. U lipnju se već sklonio u sanatorij na Srebrnjaku. Kao mason u NDH bio je uhićen studenoga 1941. pred Banskim dvorima. Nije bio u skupini od četrdesetak uhićenih slobodnih zidara, kao ni grof Josip Bombelles, nego su naknadno odvedeni u logor gdje su oboje ubijeni 1942. godine u logoru u Staroj Gradišci.

## Djela
- Istina o hrvatskom emigrantskom revolucionarnom komitetu 1919-21. Odgovor na napadaje Stjepana Radića, Graz 1922.

## Vanjske poveznice
- Zlatko Matijević: Ljudevit Kežman — Radićev diplomat  Hrvatska revija 1, 2007.